# Baba Abdi
 (mai 2025).
Motif : les informations sourcées ne seraient pas présentes dans la source
- Archive Wikiwix
- Bing
- Cairn
- DuckDuckGo
- E. Universalis
- Gallica
- Google
- G. Books
- G. News
- G. Scholar
- Persée
- Qwant
- (zh) Baidu
- (ru) Yandex
- (wd) trouver des œuvres sur Wikidata

| 1. | Préciser le motif de la pose du bandeau. | Précisez le motif de la pose du bandeau en utilisant la syntaxe suivante : {{admissibilité à vérifier\|date=mai 2025\|motif=remplacez ce texte par le motif}}                  |
| 2. | Informer les utilisateurs concernés.     | Pensez à avertir le créateur de l'article, par exemple, en insérant le code ci-dessous sur sa page de discussion : {{subst:avertissement admissibilité à vérifier\|Baba Abdi}} |

Baba Abdi ou Kur Abdi est un dey d'Alger ayant régné de 1724 à 1732[réf. nécessaire]. 

## Règne
Selon Mahfoud Kaddache son règne se situe de 1723 à 1729. Il refuse l'envoi d'un pacha par le Sultan ottoman, comme son prédécesseur. De plus il passe pour être proches des intérêts des corsaires.  
Il réprime la révolte des raïs ayant entraîné la mort de son prédécesseur, Mohamed Ben Hassan, et rétablit l'ordre à Alger et punit les conjurés. 
En 1728, il réussit à briser un complot des janissaires et de l'agha.[réf. nécessaire] 
En 1725, il remet en cause les accords relatifs à la course, conclus entre le sultan et les puissances européennes. En 1730, il renvoie les délégués de la Sublime Porte venus lui présenter un pacha, affirmant son indépendance en matière de politique extérieure. 
Baba Abdi, créé une garde spéciale qui désarme toute personne qui prend audience chez le dey. Il prend une décision qui va désormais stabiliser le pouvoir politique: il désigne son successeur. Son beau-frère, Baba Ibrahim, lui succède à sa mort. Ce précédent de désignation du successeur sera respecté quasiment pendant tout le XVIIIe siècle.